# Claro Música: Sin límites
Claro Música: Sin limites es un canal de televisión por suscripción colombiano enfocado en la programación musical de géneros latinoamericanos. Es propiedad de Claro Colombia.

## Historia
Fue lanzado en 2005 bajo el nombre de K Music y renombrado nuevamente el 16 de marzo de 2016 con su denominación Claro Música Lado B. 
En 2018, fue renombrado como Claro Música: Sin Limites.

## Programación
Su programación se enfoca en los programas de videos musicales.
Actualmente no cuenta con programación.

### Programas que se emitían anteriormente
- Loaded
- Forever young
- The roots
- Speaking Spanish
- Wake me up